# زوزيمو
زوزيمو ألفيس كالازيس (بالبرتغالية: Zózimo‏)، من مواليد 19 يونيو 1932 في بلاتافورما في باهيا وتوفي في 17 يوليو 1977 في ريو دي جانيرو، لاعب كرة قدم برازيلي.
طوال مسيرته الكروية (1948 - 1967) لعب مع عدة أندية، وهي نادي ساو كريستيفاو ونادي فلامينغو ونادي بورتوغيزا ونادي إسبورتيفا دي غوارانتيغيتا ونادي سبورتنغ كريستال ليما البيروفي، وقد فاز بلقب كأس ولاية ريو دي جانيرو في عام 1967، وفاز مع منتخب البرازيل لكرة القدم بكأس العالم لكرة القدم 1958 وكأس العالم لكرة القدم 1962، وقد شارك مع منتخب البرازيل لكرة القدم في 36 مباراة وسجل هدف واحد، وقد توفي بسبب حادث مروري وهو بعمر 45 سنة.

## روابط خارجية
- زوزيمو على موقع الاتحاد الدولي (مؤرشف)  (الإنجليزية)
- زوزيمو على موقع قاعدة بيانات كرة القدم.إي يو (الإنجليزية)
- زوزيمو على موقع بيانات كرة القدم. دي إي (الألمانية)
- زوزيمو على موقع ناشيونال فوتبول تيمز (الإنجليزية)
- زوزيمو على موقع أوليمبيديا (الإنجليزية)